# イビデン物産
イビデン物産株式会社（イビデンぶっさん）は、岐阜県本巣市に本社を置く食品製造の会社である。またその名の通りイビデングループの関連子会社であり、唯一の食品製造分野の会社である。

## 会社の歴史
- 1963年（昭和38年）- 揖斐電化成株式会社（のちのイビデン工業、現・イビデングリーンテック）の食品部門として、本巣郡糸貫町（現・本巣市）に本巣工場を建設。
- 1965年（昭和40年）- 鶏卵加工品の製造・販売を開始（撤退済）。
- 1968年（昭和43年）- 吉城郡古川町（現・飛騨市）に飛騨工場を建設し、現地特産品である赤かぶら漬けの製造・販売を開始（撤退済１）。
- 1975年（昭和50年）- イビデン工業より食品部門が分離し、イビデン食品株式会社として独立。
- 1980年（昭和55年）- イビデン物産株式会社に社名変更。
- 1987年（昭和62年）- 本巣工場で凍結乾燥機によるフリーズドライを開始。
- 1991年（平成3年）- 本巣工場の南側に新たに第2工場を建設。
- 1994年（平成6年）- 遠心式薄膜真空濃縮機による濃縮液の製造を開始。
- 1996年（平成8年）- 気流殺菌を開始。
- 1997年（平成9年）- 本巣工場西側に隣接する形で新社屋（1階/中2階/2階の構造）を建設。内部には事務所の他に検査室、選別室とともに低温、冷蔵、冷凍の倉庫と出荷センターを併設。
- 1998年（平成10年）- マイクロ波乾燥を開始。
- 2004年（平成16年）- 生産の新拠点として中華人民共和国の広西壮族自治区内に南寧大南食品有限公司を設立。

## 事業内容
創立時から乾燥野菜と野菜エキスの製造・販売をしており、カップ麺の具材、ふりかけ・お茶漬け・おにぎり用具材、菓子用具材、健康食品・化粧用素材、ジュース用野菜濃縮液、ソース用野菜濃縮液など乾燥技術を使った製品を主力としている。

### 現在行われている乾燥事業と、その製造拠点
- フリーズドライ（凍結乾燥）
  - 本巣工場、中国工場
- エアードライ（熱風乾燥）
  - 本巣工場、飛騨工場、中国工場
- 冷風乾燥
  - 本巣工場
- マイクロウェーブドライ（マイクロ波乾燥）
  - 本巣工場
- ドラムドライ
  - 飛騨工場
- 濃縮
  - 本巣工場
- 気流殺菌
  - 本巣工場

## その他活動

### 部活動
有志の社員による活動で野球などがあり、対外試合も行われている。

### 地域への貢献
年に何回か工場周辺の除草作業や工場近郊のゴミ拾い、川掃除が行われている。

### 各種行事
年1回の社員旅行、忘年会をはじめイビデングループ関連会社対抗の運動会などがある。